# Circonscription de Zela Deremalo
La circonscription de Zela Deremalo est une des 121 circonscriptions législatives de l'État fédéré des nations, nationalités et peuples du Sud, elle se situe dans la Zone Gamo Gofa. Son représentant actuel est Adane Oda Olaye.